# HD 120787
HD 120787，又名BD+62 1318，SAO 16186、HR 5213，是一颗恒星，视星等为5.96，位于銀經111.06，銀緯54.27，其B1900.0坐标为赤經13h 46m 30.2s，赤緯+61° 54.27′ 17″。